# Myadestes
Genre
Myadestes est un genre d’oiseau de la famille des Turdidae.

## Liste d'espèces
Selon la classification de référence du Congrès ornithologique international (version 3.3, 2013), ce genre comprend actuellement les espèces suivantes :
- Myadestes obscurus – Solitaire d'Hawaï
- †Myadestes myadestinus – Solitaire kamao
- Myadestes palmeri – Solitaire puaïohi
- Myadestes lanaiensis – Solitaire de Lanai
- Myadestes townsendi – Solitaire de Townsend
- Myadestes occidentalis – Solitaire à dos brun
- Myadestes elisabeth – Solitaire de Cuba
- Myadestes genibarbis – Solitaire siffleur
- Myadestes melanops – Solitaire masqué
- Myadestes coloratus – Solitaire varié
- Myadestes ralloides – Solitaire des Andes
- Myadestes unicolor – Solitaire ardoisé

†Myadestes woahensis (Bloxam, 1899) est considérée comme une espèce valide par Clements (version 6.7, révisée 2012) et l’Union américaine d'ornithologie (53e édition, 2012).